# باکتری‌های اکسیدکننده آهن

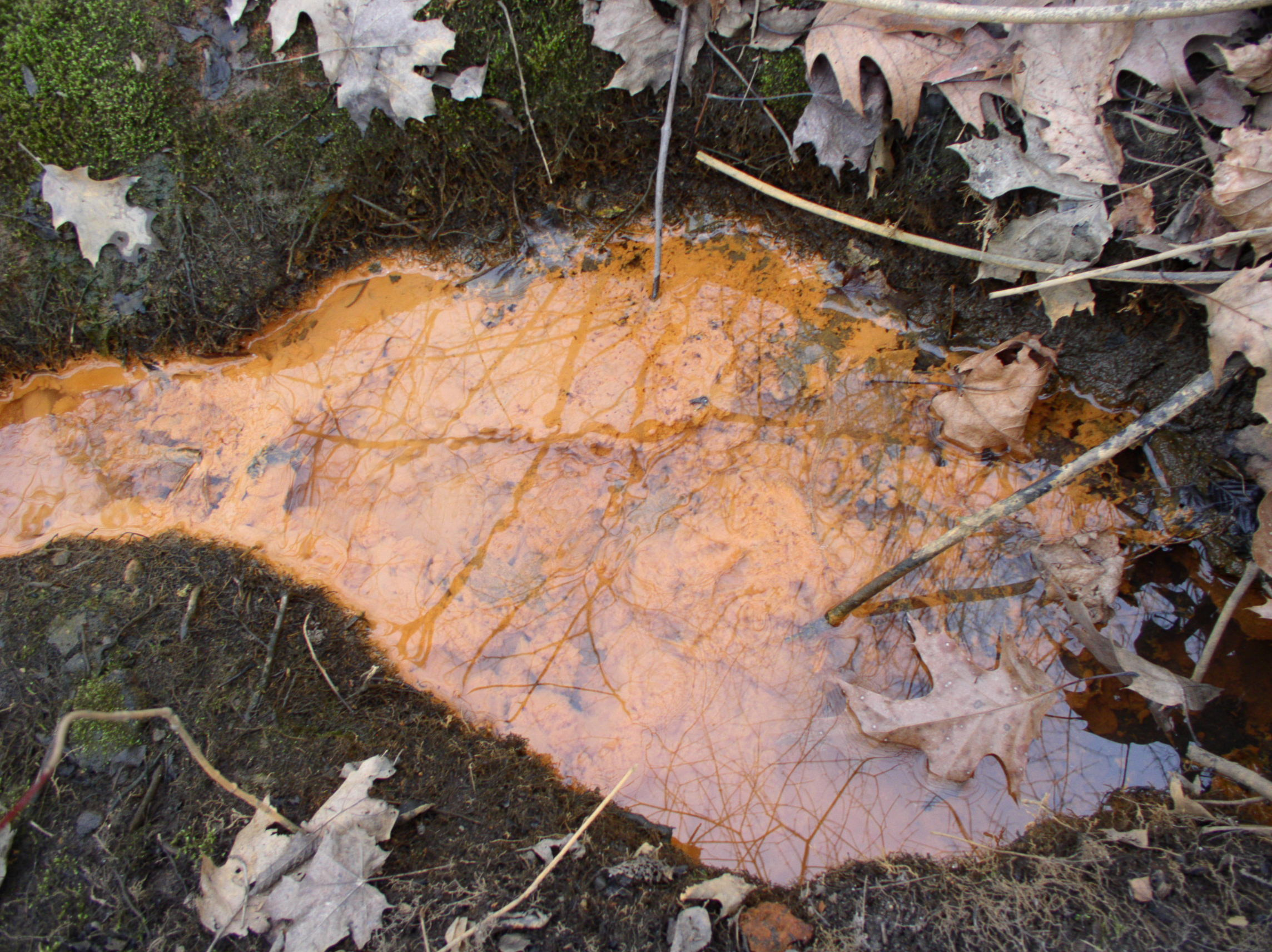
باکتری های اکسید کننده آهن در آب های سطحی

باکتری های اکسید کننده آهن باکتری های شیمی‌پرورد هستند که با اکسایش آهن حل شده انرژی به دست می‌آورند. آنها به رشد و تکثیر در آب‌های حاوی غلظت آهن کمتر از 0.1 میلی گرم در لیتر معروف می‌باشند. با این‌حال، حداقل 0.3 ppm اکسیژن محلول برای انجام اکسیداسیون مورد نیاز می‌باشد.
آهن عنصر بسیار مهمی می‌باشد که جانداران برای انجام واکنش‌های سوخت‌وساز مثل تشکیل پروتئین‌های دخیل در واکنش های بیوشیمی مورد نیاز می‌باشد. نمونه‌هایی از این‌پروتئین‌ها شامل پروتئین‌های آهن-گوگرد ، هموگلوبین و کمپلکس‌های شیمیایی  است. آهن توزیع گسترده‌ای در سطح جهان دارد و یکی از فراوان ترین مواد در پوسته، خاک و رسوبات زمین محسوب می شود. آهن یک عنصر کمیاب در  زیستگاه‌های دریایی است .  نقش آن در متابولیسم برخی از کمولیتوتروف ها احتمالاً بسیار قدیمی است.
همانطور که  قانون حداقل لیبیگ اشاره دارد، عنصر اساسی موجود در کمترین مقدار (به نام عامل محدود کننده ) همان چیزی می‌باشد که نرخ رشد جمعیت را تعیین می‌کند. آهن رایج‌ترین عنصر محدود‌کننده در جوامع فیتوپلانکتون است و نقشی مهم در ساختار و تعیین فراوانی آن‌ها دارد. خصوصا در مناطق با مواد مغذی بالا و کم‌کلروفیل، جایی که وجود ریز مغذی‌ها برای کل تولید اولیه ضروری است، اهمیت دارد.

## معرفی
وقتی آب‌بدون‌اکسیژن به منبع اکسیژن می‌رسد، باکتری‌های آهن، آهن محلول را به یک لجن ژلاتینی نامحلول قهوه‌ای‌مایل‌به‌قرمز تبدیل می‌کند که بستر جریان را تغییر رنگ می‌دهد و می‌تواند وسایل لوله‌کشی، لباس‌ها یا ظرف‌های شسته‌شده با آب را لکه‌دار کند.  معمولا علت اصلی جمعیت باکتری‌های اکسید‌کننده آهن مواد آلی محلول در آب هستند. آب‌های زیرزمینی ممکن است به‌طور طبیعی توسط پوشش‌گیاهی درحال پوسیدگی در باتلاق‌ها اکسیژن‌زدایی شود. ذخایر معدنی سودمند آهن باتلاقی در جایی که آب‌های زیرزمینی به طور تاریخی پدید آمده و در معرض اکسیژن اتمسفر قرار گرفته‌اند، تشکیل شده‌اند. خطرات انسانی مانند شیرابه‌های گورستان زایدات ، میدان های تخلیه سپتیک ، یا نشت سوخت‌های نفت خام مانند بنزین ، دیگرمنابع‌احتمالی مواد آلی هستند که به میکروب‌های خاک اجازه می‌دهد تا آب‌های زیرزمینی را اکسیژن‌زدایی کنند. یک‌واکنش مشابه ممکن است رسوبات سیاه منگنز دی‌اکسید  را از منگنز محلول تشکیل دهد، ولی به‌دلیل فراوانی نسبی آهن (5.4٪) در مقایسه با منگنز (0.1٪) در خاک‌های متوسط، کمتر رایج است. بوی گوگردی فاسد‌شدگی یا پوسیدگی گاهی همراه با باکتری‌های اکسیدکننده آهن ناشی از تبدیل آنزیمی سولفات‌های خاک به هیدروژن سولفید و فرار به عنوان منبع جایگزین اکسیژن در آب بی‌هوازی است.

## زیستگاه و گروه‌های باکتریایی اکسید کننده آهن
باکتری‌های اکسید‌کننده آهن در منطقه‌انتقالی سامن می‌شوند که در آن آب بدون اکسیژن از یک‌ محیط بی‌هوازی به یک‌محیط هوازی جریان می‌یابد. آب‌های‌زیرزمینی حاوی مواد آلی محلول، ممکن است توسط میکروب‌هایی که از آن‌مواد آلی محلول تغذیه می‌کنند، اکسیژن‌زدایی شود. در شرایط هوازی، تغییرات pH نقشی مهم در تحریک واکنش اکسیداسیون Fe 2 + / Fe 3 + ایفا می‌کند. در pH های نوتروفیل (منافذ گرمابی، بازالت های اعماق اقیانوس، تراوش آهن آب های زیرزمینی) اکسیداسیون آهن توسط میکروب‌ها با واکنش سریع غیرزیستی که در کمتر از یک دقیقه رخ می‌دهد بسیار رقابتی می‌باشد. بنابراین، جامعه میکروبی باید در مناطق خرد هوازی ساکن شوند که در آن غلظت‌کم‌اکسیژن به سلول اجازه می‌دهد تا Fe(II) را اکسید کند و برای رشد انرژی تولید کند. با این‌حال، در شرایط اسیدی، جایی که آهن حتی در حضور اکسیژن محلول‌تر و پایدارتر است، فقط فرآیندهای بیولوژیکی مسئول اکسیداسیون آهن هستند، بنابراین اکسیداسیون آهن به استراتژی اصلی متابولیک در محیط‌های اسیدی غنی از آهن تبدیل می‌شود. .
علیرغم این‌که از نظر فیلوژنتیکی متنوع است، استراتژی متابولیک اکسیداسیون آهن میکروبی (که در آرکی‌ها و باکتری‌ها یافت می‌شود) در 7 فیلا باکتریایی وجود دارد ، که در پروتئوباکتری فیلا (کلاس‌های آلفا، بتا، گاما و زتاپروتئوباکتریا ) بسیار برجسته می‌باشد،  در میان دامنه آرکئا در پهن‌باستانیان و چشمه‌باستانیان ، و همچنین در اکتینو‌باکتری‌ها ، فیرمیکوت‌ها ، باکتری گوگردی سبز ، و نیتروسوسپیر فیلا(Nitrosospirae phyla).
تعداد زیادی از گونه‌های اکسیدکننده آهن باکتریایی مورد مطالعخ وجود دارند مانند تیوباسیلوس فرواکسیدان‌ها و لپتوسپیریلوم فرواکسیدان‌ها ، و برخی مانند گالیونلا فروجین (Gallionella ferruginea) و ماری‌پروفندیس فرواکسیدان‌ها قادر به تولید یک‌خارج سلولی ساختار ساقه روبان خاص غنی از آهن، شناخته‌شده به عنوان نمونه ردپای زیستی میکروبی اکسیداسیون آهن. این‌ساختارها را می‌توان به آسانی در یک نمونه آب شناسایی کرد که نشان‌دهنده وجود باکتری اکسید‌کننده آهن می‌باشد. این‌ردپای زیستی ابزاری برای درک اهمیت متابولیسم آهن در گذشته زمین بوده‌است.

### اکسیداسیون آهن و زندگی اولیه
برخلاف اکثر متابولیسم های لیتوتروف، اکسیداسیون Fe 2 + به Fe 3 + انرژی خیلی کمی را در مقایسه با بقیه متابولیس‌های کمولیتوتروف. به سلول می‌دهد (∆G ° = 29 kJ/mol و ∆G° = -90 kJ/mol به ترتیب در محیط‌های اسیدی و خنثی)  بنابراین سلول باید مقادیر زیادی از Fe 2+ را اکسید کند تا نیازهای متابولیکی خود را برآورده سازد و همچنین به فرایند زیست‌کانی‌سازی کمک کند(از راه دفع ساقه‌های پیچ‌خورده). تصور می شود که متابولیسم باکتریایی اکسید‌کننده آهن هوازی به دلیل ظهور اکسیژن در اتمسفر در2.7 میلیارد سال قبل(ساخته شده توسط سیانوباکترها ) در تشکیل بزرگ‌ترین رسوب آهن (تشکیل آهن نواری (BIF)) سهم بسزایی داشته‌است
با این‌حال، با اکتشاف آهن (II) اکسیداسیون تحت شرایط بدون اکسیژن در اواخر دهه 90 میلادی  با استفاده از نور به عنوان منبع انرژی و یا به صورت لیتوتروفیک شیمیایی انجام شد، با استفاده از یک‌الکترون پایانی مختلف (عمدتاNO 3 -)،  پیشنهاد به وجود آمد که متابولیسم بدون اکسیژن Fe 2+ ممکن است قبل از اکسیداسیون هوازی Fe 2+  باشد و اینکه سن BIF قبل از فتوسنتز اکسیژنی است.  این نشان‌دهنده این است که متابولیسم کمولیتوتروف بی‌هوازی و فوتوتروف میکروبی امکان‌دارد در زمین باستان وجود داشته‌باشد، و همراه با کاهش‌دهنده‌های Fe(III)، امکان‌دارد مسئول BIF در دوران پرکامبرین بوده‌باشند .

## متابولیسم اکسیداسیون آهن میکروبی

### اکسیداسیون آهن فوتوتروف بدون اکسیژن
اکسیداسیون فوتوتروفیک آهن بدون‌اکسیژن اولین‌متابولیسم بی‌هوازی بود که در متابولیسم اکسیداسیون بی‌هوازی آهن توصیف شد. باکتری‌های فوتوفروتروف از Fe 2+ به عنوان اهداکننده الکترون و انرژی حاصل از نور برای جذب CO 2 به زیست توده از طریق چرخه کالوین  (یا تثبیت کربن ) در یک محیط نوتروفیل (pH 5.5-7.2) استفاده می‌کنند و اکسید‌های  Fe 3+  را به عنوان یک‌محصول زائد که طبق استوکیومتری زیر به صورت کانی رسوب می کند تولید می کنند (4 میلی‌مولار Fe(II) می‌تواند 1  میلی‌مولار CH 2 O تولید کند):
HCO–
3 + 4Fe(II) + 10H
2O → [CH
2O] +  4Fe(OH)
3 + 7H+  (∆G° > 0)
با این اوصاف، برخی از باکتری‌ها از متابولیسم اکسیداسیون فتواتوتروفیک Fe(II) به منظور رشد استفاده نمی‌کنند. در عوض، پیشنهاد شده است که این‌گروه‌ها به Fe(II) حساس هستند و برای همین برای کاهش سمی‌بودن، Fe(II) را به اکسید Fe(III) نامحلول‌تر اکسید می‌کنند که در حضور Fe(II) رشد کنند. از طرفی دیگر، بر اساس آزمایش‌ها با R. capsulatus SB1003 (فتوتروتروفیک)، نشان داده شده است که اکسیداسیون Fe(II) امکان‌دارد مکانیسم‌هایی باشد که به سبب آن باکتری‌ها توانایی دسترسی به منابع کربن (استات، سوکسینات) را دارند که استفاده از آن‌ها به اکسیداسیون Fe(II) بستگی دارد  . با این‌حال ، خیلی از باکتری‌های اکسید‌کننده آهن می‌توانند علاوه بر Fe(II) از ترکیبات دیگری به عنوان اهدا کننده الکترون استفاده کنند، یا حتی کاهش غیر شبیه سازی (III)Fe  به عنوان کاهش فلزی ژئوباکتر (Geobacter metallireducens) 
وابستگی فتوفروتروفیک‌ها به نور به عنوان یک‌منبع حیاتی  می‌تواند باکتری‌ها را به موقعیت دست‌وپاگیری ببرد، جایی که به خاطر نیاز آن‌ها به مناطق نورانی بدون اکسیژن (نزدیک سطح)  ممکن است با رقابت با واکنش‌های غیر زنده به دلیل وجود اکسیژن مولکولی مواجه شوند. برای جلوگیری از این‌مشکل، آنها شرایط سطح میکروآئروفیل را تحمل می‌کنند یا اکسیداسیون فوتوفروتروفیک Fe(II) را عمیق‌تر در ستون رسوب/آب با در دسترس بودن نور کم انجام می‌دهند.

### اکسیداسیون آهن (II) وابسته به نیترات
نفوذ نور می‌تواند اکسیداسیون Fe(II) در ستون آب را محدود کند. با این‌حال، اکسیداسیون میکروبی Fe(II) وابسته به نیترات، یک‌متابولیسم مستقل از نور می‌باشد که نشان داده‌شده‌است از رشد میکروبی در رسوبات مختلف آب شیرین و دریایی (خاک شالیزار، رودخانه، تالاب شور، هیدروترمال، رسوبات اعماق دریا) حمایت می‌کند و بعدتر نیز به عنوان متابولیسم مشخص در ستون آب در منطقه حداقل اکسیژن . میکروب‌هایی که این‌متابولیسم را انجام می‌دهند در محیط‌های نوتروفیل یا قلیایی موفق می‌باشند، به دلیل اختلاف زیاد بین پتانسیل ردوکس زوج های Fe 2  /+Fe 3 + و NO 3  /-NO 2 - (200+ mV و +770 mV، به ترتیب) آزادشدن مقدار زیادی انرژی آزاد در مقایسه با سایر متابولیسم های اکسیداسیون آهن 
2Fe2+ + NO–
3 + 5H
2O → 2Fe(OH)
3 + NO–
2 + 4H+ (∆G°=-103.5 kJ/mol)
اکسیداسیون میکروبی آهن به همراه نیترات‌زدایی (با گاز نیتریت یا دی‌نیتروژن که محصول نهایی می‌باشد)  می‌تواند هتروتروفیک باشد با استفاده از کربن معدنی یا سوبستراهای آلی (استات، بوتیرات، پیروات، اتانول) که رشد هتروتروفیک را در نبود کربن معدنی  انجام می‌دهند. پیشنهاد شده است که اکسیداسیون آهن وابسته‌به‌نیترات هتروتروف با استفاده از کربن آلی، امکان‌دارد مساعدترین فرآیند باشد. این‌متابولیسم امکان‌دارد برای انجام مرحله‌ای مهم در چرخه بیوژئوشیمیایی در منطقه‌حداقل‌اکسیژن بسیار بااهمیت باشد.

## اکسید کننده‌های آهن در محیط‌های دریایی
در محیط‌های دریایی، شناخته‌شده‌ترین دسته از باکتری‌های اکسید کننده آهن، زتاپروتئوباکتری‌ها می‌باشند،  که بازیگران اصلی در اکوسیستم‌های دریایی هستند. از آن‌جایی که عموماً میکروآئروفیل هستند، برای زندگی در مناطق انتقالی که در آن آب‌های بی‌اکسیژن و اکسیژن‌دار  مخلوط می‌شوند، سازگار شده‌اند. زتاپروتئوباکتری‌ها در زیستگاه‌های مختلف غنی از آهن (II) وجود دارند که در مکان‌های اقیانوسی عمیق مرتبط با چاه‌گرمابی و در زیستگاه‌های ساحلی و خشکی یافت می‌شوند و در سطح رسوبات کم‌عمق، آبخوان‌های ساحلی و آب‌های سطحی گزارش شده‌اند.
ماری‌پروفندیس فرواکسیدان‌ها یکی از رایج‌ترین و مورد مطالعه‌ترین گونه‌های زتاپروتئوباکتری‌ها می‌باشد. نخستین بار از دریاکوه لوئیهی، در نزدیکی هاوایی  در عمقی بین 1100 تا 1325 متر، بر روی قله این آتشفشان سپری جدا شد. دریچه‌ها را می توان از اندکی بالاتر از محیط (10 درجه سانتی‌گراد) تا دمای بالا (167 درجه سانتی گراد) پیدا کرد. آب‌های دریچه غنی از CO 2 ، Fe(II) و منگنز می‌باشند. در اطراف منافذ دریچه ممکن‌است تشک‌های بزرگ پوشیده‌شده با بافت ژلاتینی ایجادشده توسط باکتری‌های اکسیدکننده آهن به عنوان محصول جانبی (رسوب آهن-اکسی هیدروکسید) وجود داشته باشند. این‌مناطق ممکن‌است توسط سایر جوامع باکتریایی مستعمره شوند که می‌توانند ترکیب شیمیایی و جریان آب‌های محلی را تغییردهند. دو نوع مختلف دریچه در دریاکوه لوئیهی وجود دارد: یکی با فوکوس و جریان با دمای بالا (بالای 50 درجه سانتی گراد) و دیگری با کولر (10-30 درجه سانتی گراد) جریان پراکنده. اولی تشکهایی به اندازه چند سانتی‌متر در نزدیکی روزنه‌ها ایجاد می‌کند، دومی تشک‌های متر‌مربعی به ضخامت یک متر تولید می‌کند. 

## تاثیر تغییر آب و هوا بر باکتری‌های اکسید کننده آهن
در سیستم‌های اقیانوسی باز پر از آهن‌محلول، متابولیسم باکتری اکسید کننده آهن در همه‌جا موجود است و چرخه‌آهن را تحت تاثیر قرار می‌دهد. امروزه این‌چرخه بیوشیمیایی به دلیل آلودگی و تغییرات آب‌وهوایی دستخوش تغییراتی شده است. با این‌وجود، توزیع طبیعی آهن در اقیانوس می‌تواند تحت اثر گرمایش جهانی تحت شرایط زیر قرار گیرد: اسیدی‌شدن، تغییر در جریان‌های اقیانوسی، و روند هیپوکسی آب اقیانوس و آب‌های زیرزمینی.
تمام این‌ها پیامدهای افزایش چشمگیر انتشار  CO 2 در جو از منابع انسانی می‌باشد. در حال حاضر غلظت دی‌اکسیدکربن در جو حدود 380 پی‌پی‌ام می‌باشد (80 پی‌پی‌ام بیش از 20 میلیون سال قبل)، و حدود یک چهارم کل انتشار CO 2 وارد اقیانوس‌ها می‌شود (2.2 pg C سال −1 ). در واکنش با آب دریا، یون بی‌کربنات (HCO 3 -) تولید میکند و در نتیجه اسیدیته اقیانوس افزایش پیدا می‌کند. افزون بر آن، دمای اقیانوس حدودا یک‌درجه افزایش یافته است (0.74 درجه سانتی‌گراد) و موجب ذوب شدن مقادیر بسیار زیادی از یخچال‌های طبیعی می‌شود که به افزایش سطح دریا کمک می‌کند. این امر حلالیت O 2  را با مهار تبادل اکسیژن بین آب‌های سطحی که O 2 بسیار فراوان است و آب‌های عمیق بدون اکسیژن کاهش می‌دهد.
تمام این‌تغییرات در پارامترهای دریایی (دما، اسیدیته و اکسیژن‌رسانی) بر چرخه بیوژئوشیمیایی آهن تأثیرگذار هستند و می‌تواند پیامدهای مختلف و حیاتی بر میکروب‌های اکسیدکننده آهن داشته باشند. شرایط هیپوکسیک و اسیدی می‌تواند بهره‌وری ابتدایی را در آب‌های سطحی و ساحلی بهتر کند زیرا در دسترس بودن آهن Fe(II) برای اکسیداسیون آهن میکروبی را افزایش می‌دهد. با این حال، در آن‌زمان، این سناریو همچنین می‌تواند اثر آبشاری رسوبات در آب‌های عمیق را مختل کند و موجب مرگ حیوانات زیرزمینی شود. علاوه بر این، بسیار با اهمیت است که در نظر داشته‌باشیم که چرخه‌های آهن و فسفات کاملاً یا هم مرتبط و در تعادل هستند، به شکلی که یک‌تغییر کوچک در چرخه اول می‌تواند پیامد‌های مهمی بر دومی داشته باشد.

## تاثیر بر زیرساخت‌های آب
باکتری‌های اکسیدکننده آهن می‌توانند برای مدیریت تامین آب چاه‌های آب مشکل به وجود آورند ، زیرا توانایی تولید اکسید آهن نامحلول را دارند که به صورت لجن ژلاتینی قهوه‌ای پدیدار می‌شود که وسایل لوله‌کشی و لباس‌ها یا ظروف شسته‌شده با آب حمل‌کننده آن را لکه‌دار می‌کند.

### شاخص‌های احتمالی

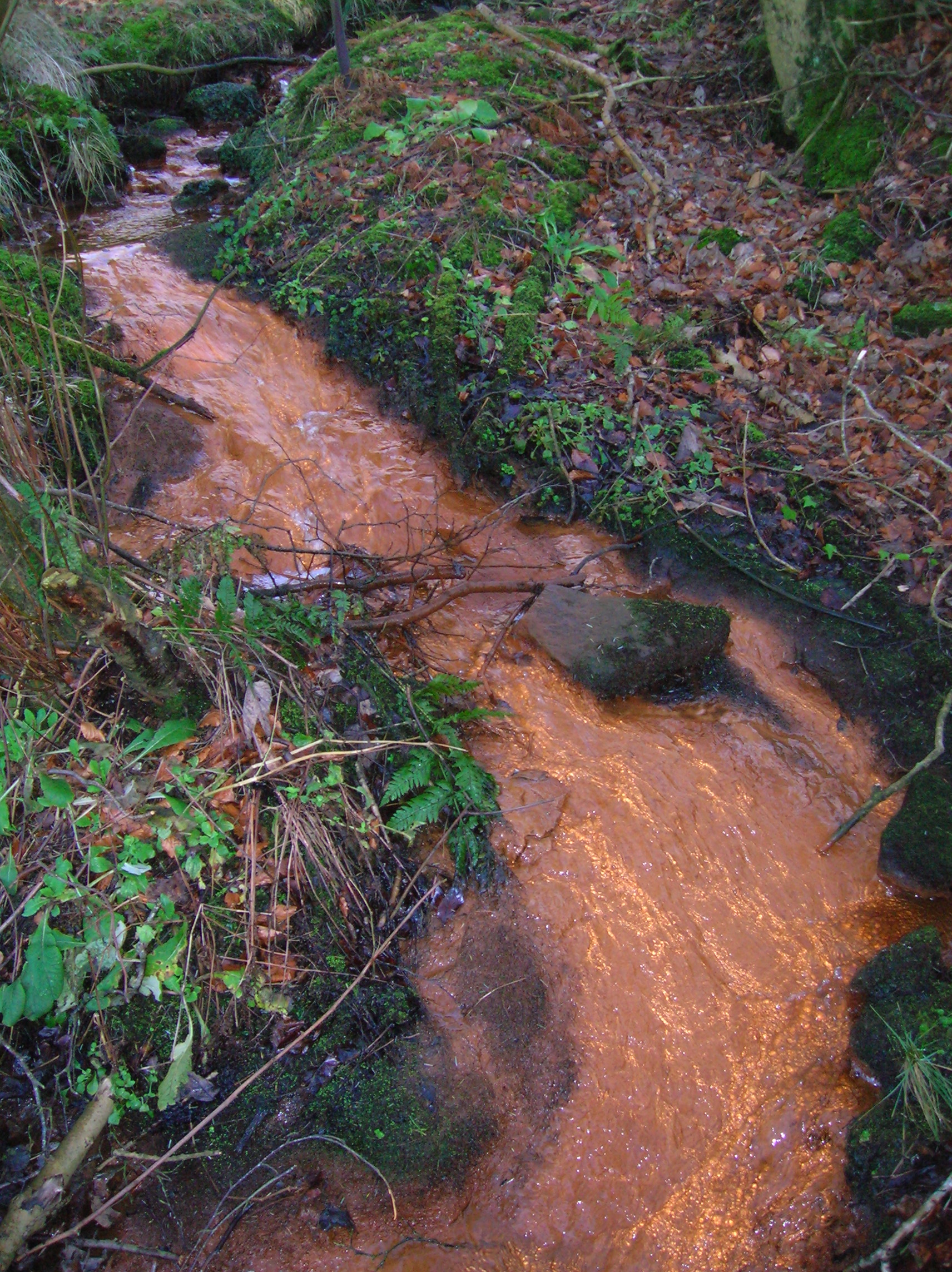
سوختگی در اسکاتلند با باکتری اکسید کننده آهن.

تاثیرات برحسته باکتری‌های آهن در آب‌های سطحی به صورت توده‌های لزج قهوه‌ای‌رنگ در کف رودخانه‌ها و سواحل دریاچه‌ها یا به صورت تابش روغنی روی آب دیده می شود. مشکلات جدی‌تر زمانی اتفاق می‌افتد که باکتری‌ها در سیستم‌های چاه‌ها انباشته شوند. باکتری‌های آهن در چاه‌ها مشکلی برای سلامتی ایجاد نمی‌کنند، اما می‌توانند با مسدود کردن صفحه‌ها و لوله‌ها، عملکرد چاه را کاهش دهند.

### کنترل
تکنیک‌های درمانی که امکان‌دارد با موفقیت، باکتری‌های آهن را حذف یا بکاهند شامل حذف فیزیکی، پاستوریزه‌کردن و درمان شیمیایی می‌شود. درمان چاه‌هایی که بسیار آلوده شده‌اند امکان‌دارد سخت، پرهزینه و فقط تا حدی موفقیت‌آمیز باشد. {{{textاستفاده اخیر از دستگاه‌های اولتراسونیک که باعث تخریب و جلوگیری از تشکیل بیوفیلم در چاه‌ها می‌گردد، برای جلوگیری از عفونت باکتری‌های آهن و گرفتگی مرتبط با آن بسیار موفقیت‌آمیز بوده است.}}}[نیازمند یادکرد]
حذف‌فیزیکی معمولاً به عنوان اولین‌گام انجام می‌شود. لوله‌های با قطر کوچک را گاهی اوقات با یک برس سیمی تمیز می‌کنند، در حالی که خطوط بزرگ‌تر را می‌توان با یک‌لوله لایروب تمیز کرد و شست. تجهیزات پمپاژ در چاه نیز باید برداشته و تمیز شوند.
فیلترهای آهنی برای بهبود باکتری‌های آهن استفاده شده‌اند. فیلترهای آهنی از نظر ظاهری و اندازه‌ای مشابه نرم‌کننده‌های آب معمولی اند، ولی حاوی بسترهایی از محیط‌هایی می‌باشند که دارای قدرت اکسیداسیون ملایمی هستند. همان‌طوری که آب‌دارای‌آهن از بستر ردمی‌شود، تمام آهن محلول به آهن نامحلول تغییرحالت پیدا می‌کند و سپس از آب فیلتر می‌شود. هرآهنی که از قبل دچار رسوب شده‌باشد با فیلتراسیون‌ مکانیکی‌ ساده حذف می‌گردد. در این‌فیلترهای آهنی می‌شود از چند رسانه فیلتر مختلف از جمله ماسه‌سبز‌منگنز، Birm، MTM، چند‌رسانه‌ای، ماسه و دیگر مواد مصنوعی استفاده کرد. در اغلب‌موارد، اکسیدهای بالاتر منگنز، عملکرد اکسید کننده مورد نظر را تولید می‌کنند. فیلترهای آهنی دارای محدودیت هایی می‌باشند. از آنجایی که عملکرد اکسیدکننده نسبتاً ملایم می‌باشد، زمانی‌که مواد آلی، یا ترکیب‌شده با آهن یا کاملاً جداشده، در آب وجود داشته‌باشد، به خوبی کار نخواهد کرد. بنابراین، باکتری آهن از بین نخواهد رفت. غلظت خیلی بالای آهن امکان‌دارد نیاز به شستشوی معکوس مکرر و/یا بازسازی داشته باشد. نهایتا، رسانه‌های فیلتر آهنی برای شستشوی معکوس مناسب نیازمند به دبی بالا هستند و اینچنین جریان‌های آبی همواره در دسترس نمی‌باشند.
آتش‌سوزی‌ها امکان‌دارد ترکیب‌هایی حاوی آهن را از خاک به جریان‌های کوچک زمین‌های وحشی رها‌کنند و باعث تکثیر سریع اما اغلب موقتی باکتری‌های اکسیدکننده آهن با رنگ نارنجی، تشک‌های ژلاتینی و بوهای گوگردی شوند. فیلترهای شخصی با کیفیت بالاتر امکان‌دارد برای حذف باکتری‌ها، بو و بازگرداندن شفافیت آب استفاده شوند.

## همچنین ببینید
- چرخه آهن
- آهن اکسید
- باکتری

## لینک های خارجی
- فیلم ویدئویی و جزئیات باکتری های اکسید کننده آهن
- باکتری آهن در یک جریان، Montgreenan، Ayrshire